# Бахенберг
Бахенберг (њем. Bachenberg) општина је у њемачкој савезној држави Рајна-Палатинат. Једно је од 119 општинских средишта округа Алтенкирхен (Вестервалд). Према процјени из 2010. у општини је живјело 112 становника. Посједује регионалну шифру (AGS) 7132004.

## Географски и демографски подаци
Бахенберг се налази у савезној држави Рајна-Палатинат у округу Алтенкирхен (Вестервалд). Општина се налази на надморској висини од 297 метара. Површина општине износи 1,7 km². У самом мјесту је, према процјени из 2010. године, живјело 112 становника. Просјечна густина становништва износи 67 становника/km².

## Међународна сарадња
| Мјесто | Држава    | Врста сарадње | Од    |
| ------ | --------- | ------------- | ----- |
|        | Пољска    | партнерство   | 2000. |
|        | Пољска    | контакт       | 2000. |
|        | Француска | партнерство   | 1972. |
|        | Пољска    | контакт       | 1996. |
| Извор  |           |               |       |